# Uroš Planinc
Uroš Planinc, slovenski rock kitarist, doma iz Velenja. Igral je v rock skupinah, kot so denimo Skopuhi, Metalna Roka, Vigradovci in drugo.

## Diskografija
- Kvadratasto Srce; Various - Rokerji Pojejo Pesnike 5 ‎(CD, Comp), Subkulturni azil - 2009
- Kri; Various - Zrcalo Dehumanizacije - Tribute To CZD ‎(CD, Comp), Front Rock, Subkulturni azil - 2011
- Beg; Various - Rokerji Pojejo Pesnike 8 ‎(CD, Comp), Subkulturni azil, Akord Records - 2012
- Dry Surfing; Various - Ex-Yu No Borders Underground Jamming ‎(CD, Comp), Front Rock , Subkulturni azil - 2012
- Kvadratasto Srce; Various - Rokerji Pojejo Pesnike 9 ‎(CD, Comp), Subkulturni azil, Akord Records - 2013

## Vir
- Val 202  Arhivirano 2016-08-13 na Wayback Machine.
- SLO ROCK  Arhivirano 2016-08-26 na Wayback Machine.
- Discogs